# وارن بارجويل
وارن بارجويل (بالفرنسية: Warren Barguil)‏ (و. 1991  م) هو راكب دراجة هوائية، من فرنسا، شارك في طواف إسبانيا 2014، وركوب الدراجات في الألعاب الأولمبية الصيفية 2016، وسباق طواف فرنسا 2015، وطواف إسبانيا 2013، وسباق طواف فرنسا 2017، يلعب كمتخصص التسلق ‏.

## روابط خارجية
- وارن بارجويل على موقع الاتحاد الدولي للدراجات (الإنجليزية)
- وارن بارجويل على موقع أرشيف الدراجات (الإنجليزية)
- وارن بارجويل على موقع إحصائيات الدراجات الإحترافية (الإنجليزية)
- وارن بارجويل على موقع نسبة الدراجات (الإنجليزية)
- وارن بارجويل على موقع CycleBase (الإنجليزية)
- وارن بارجويل على موقع أوليمبيديا (الإنجليزية)
- وارن بارجويل على موقع اللجنة الأولمبية الفرنسية (مؤرشف) (الفرنسية)